# Masalavés
Masalavés è un comune spagnolo situato nella comunità autonoma Valenciana.

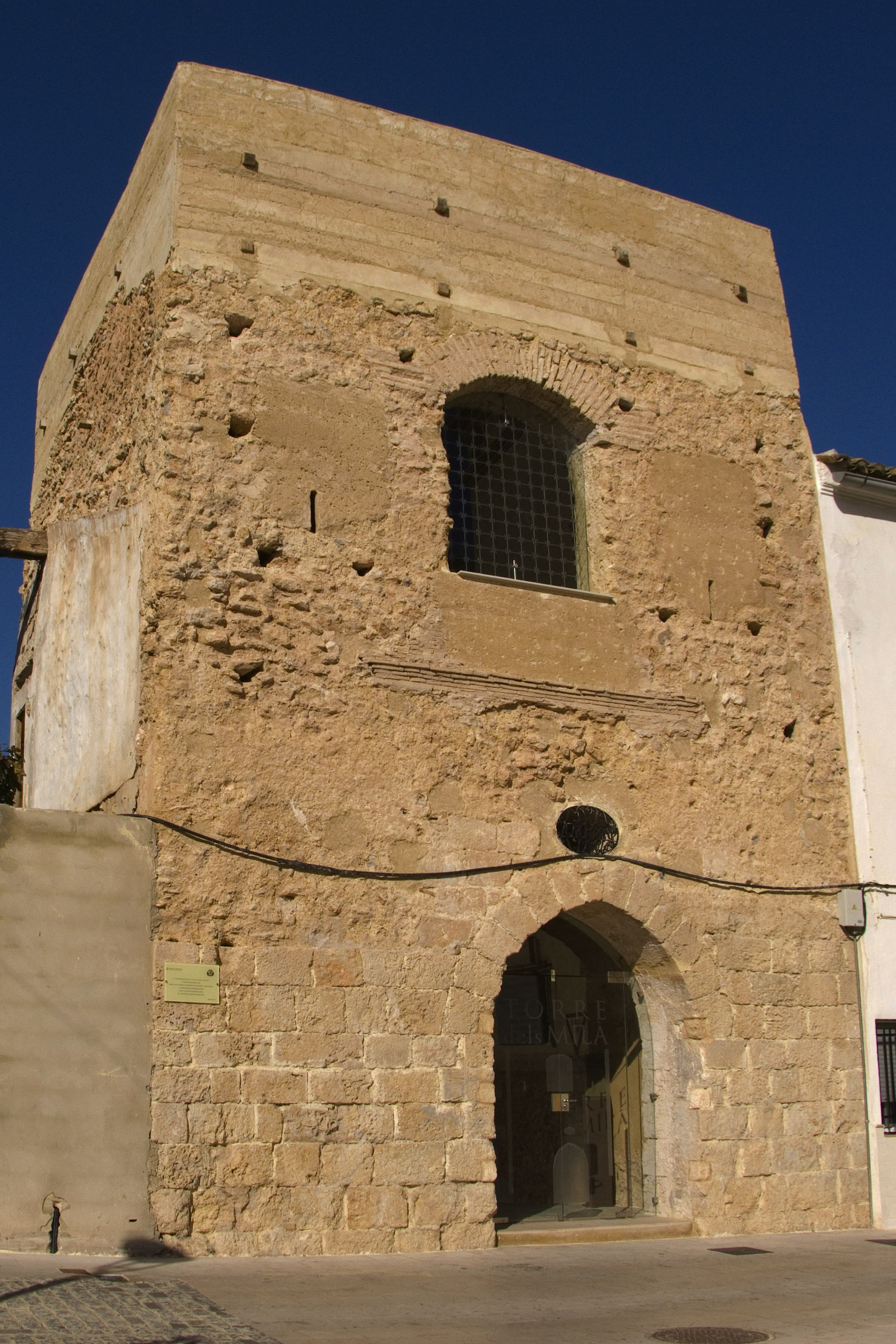
Monumento